# Cuby + Blizzards

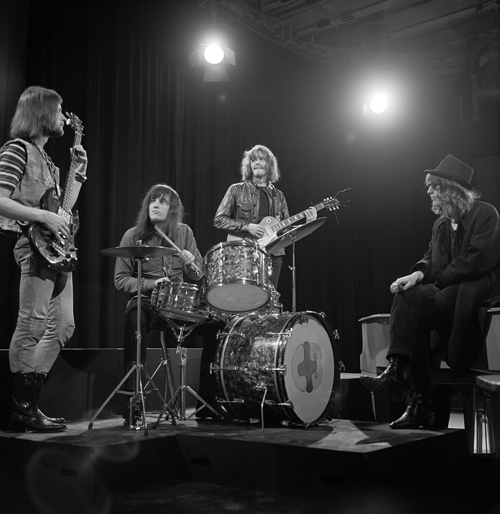
Cuby + Blizzards 1968

Cuby + Blizzards ist eine niederländische Bluesband. Die Band wurde in den 1960er Jahren in der Provinz Drenthe von Harry „Cuby“ Muskee und Eelco Gelling gegründet.

## Bandgeschichte

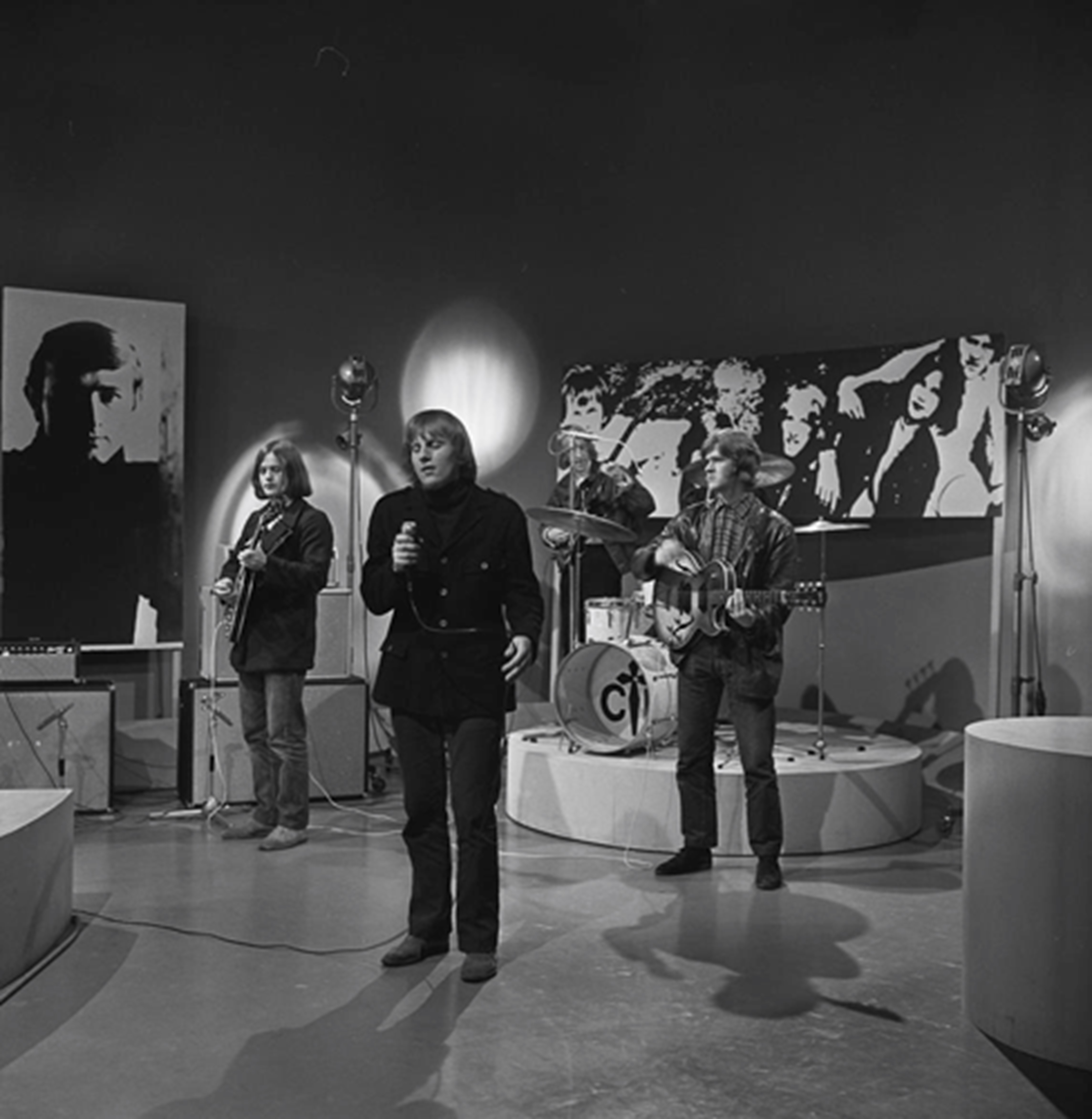
Cuby + Blizzards (1966)

Seit ihrer Gründung war die Band von mehreren Umbesetzungen und Umbenennungen betroffen. Neben den Gründungsmitgliedern zählten zu ihren Mitgliedern international anerkannte niederländische Musiker wie Herman Brood (Herman Brood & His Wild Romance), Peter de Leeuwe (Ekseption), Cesar Zuiderwijk (Golden Earring), Herman van Boeyen (Vitesse).
Cuby + Blizzards machten Tourneen mit Eddie Boyd, Alexis Korner und Van Morrison, welche teilweise auch als Album veröffentlicht wurden. Neben den genannten Musikern hatte Muskee auch Kontakte zu John Mayall dem „Vater des englischen Blues“.
In der Zeit des internationalen Erfolgs bekam die Band in den Niederlanden den begehrten „Edison Award“ für die LP Desolation verliehen. Nachdem Muskee und Gelling Mitte der 1970er Jahre ein neues, aber wenig erfolgreiches Projekt „Red, White & Blue Band“ gegründet hatten, benannten sie die Band wieder in Cuby + Blizzards um. Nach dem Weggang von Gelling zu Golden Earring im Jahr 1977 änderte Muskee den Bandnamen in „Harry Muskee Band, Muskee Gang“ und später in „Muskee“ um.
In den 1990er Jahren gab es erneut eine Band mit dem Namen „Cuby + Blizzards“. Im Jahr 2004 machte die Band eine Theatertour über das Bluesidol John Lee Hooker. Muskee war insbesondere über das Album „John Lee Hooker, Concert At Newport“ zum Blues gekommen. Neben seiner Tätigkeit als Musiker war Muskee bei „RTV Drenthe“, einem regionalen Radiosender, beschäftigt. Für den Sender machte er eine Studienreise „auf den Spuren des Blues“ in die USA.
Eelco Gelling war nach den Golden Earring bei verschiedenen Bands beschäftigt (u. a. der „Free Lance Band“, der „Muskee Gang“ und der „Blues Connection“). Inzwischen hat er seine eigene Band die „Eelco Gelling Band“ gegründet. Im Oktober 2006 gaben Cuby + Blizzards ein Jubiläumskonzert aus Anlass ihres 40-jährigen Bestehens, welches auch für das niederländische Fernsehen aufgezeichnet wurde. Harry Muskee starb am 26. September 2011.

## Diskografie (Auswahl)

### Cuby + Blizzards

#### Alben
| Jahr | Titel                             | Höchstplatzierung, Gesamtwochen, AuszeichnungChartsChartplatzierungen (Jahr, Titel, Platzierungen, Wochen, Auszeichnungen, Anmerkungen) | Anmerkungen                                                                      |
| Jahr | Titel                             | NL | Anmerkungen                                                                      |
| ---- | --------------------------------- | --- | -------------------------------------------------------------------------------- |
| 1967 | Groeten uit Grollo                | NL34 Gold · (15 Wo.)NL | Charteinstieg in NL erst 2011 in Deutschland unter dem Namen Soul veröffentlicht |
| 1969 | Cuby’s Blues                      | NL10 (5 Wo.)NL |                                                                                  |
| 1969 | Appleknockers Flophouse           | NL8 (2 Wo.)NL |                                                                                  |
| 1970 | Too Blind to See                  | NL9 (2 Wo.)NL |                                                                                  |
| 1997 | Travelling with the Blues – Live! | NL91 (5 Wo.)NL |                                                                                  |
| 2000 | Hotel Grolloo                     | NL54 (4 Wo.)NL |                                                                                  |
| 2009 | Cats Lost                         | NL12 Gold · (16 Wo.)NL |                                                                                  |
| 2010 | Collected                         | NL18 (14 Wo.)NL |                                                                                  |
| 2016 | Alles uit Grolloo                 | NL9 (5 Wo.)NL |                                                                                  |
| 2021 | Grolloo Blues                     | NL15 (2 Wo.)NL |                                                                                  |

grau schraffiert: keine Chartdaten aus diesem Jahr verfügbar
Weitere Alben
- Desolation (1966)
- Praise the Blues (mit Eddie Boyd) (1967)
- Trippin’ Thru a Midnight Blues (1968)
- Live at Düsseldorf (mit Alexis Korner) (1968)
- On the road (1968)
- King of the World (1970)
- Simple Man (1971)
- Sometimes (1972)
- Afscheidsconcert (1974)
- Kid Blue (1976)
- Old Times, Good Times (1977)
- Forgotten Tapes (1979)
- Featuring Herman Brood Live (1979)
- Ballads (1988)
- Dancing Bear (1998)
- De Missing Link (gewidmet Eelco Gelling) (2000) 2CDs
- Blues Traveller (2000) 4CDs
- Boom Boom Bang (2003)
- Live in het Oude Luxor (2007)
- Cuby + Blizzards Collected (2010) 3CDs

#### Singles
| Jahr | Titel Album                                      | Höchstplatzierung, Gesamtwochen, AuszeichnungChartsChartplatzierungen (Jahr, Titel, Album, Platzierungen, Wochen, Auszeichnungen, Anmerkungen) | Anmerkungen |
| Jahr | Titel Album                                      | NL | Anmerkungen |
| ---- | ------------------------------------------------ | --- | ----------- |
| 1966 | Back Home (A Man) –                              | NL33 (4 Wo.)NL |             |
| 1967 | Just For Fun Desolation                          | NL34 (4 Wo.)NL |             |
| 1967 | Another Day, Another Road Groeten uit Grollo     | NL20 (7 Wo.)NL |             |
| 1967 | Distant Smile –                                  | NL20 (6 Wo.)NL |             |
| 1968 | Window of My Eyes Trippin’ Thru a Midnight Blues | NL10 (10 Wo.)NL |             |
| 1968 | Nostalgic Toilet Appleknockers Flophouse         | NL37 (2 Wo.)NL |             |
| 1969 | Appleknockers Flophouse                          | NL12 (9 Wo.)NL |             |
| 1970 | Thursday Night Too Blind To See                  | NL27 (4 Wo.)NL |             |
| 1971 | Back Street Simple Man                           | NL34 (2 Wo.)NL |             |

### Red, White & Blue Band
- Red, White ’n Blue (1975)

### Harry Muskee Band
- Love Vendetta (1977)
- Muskee Gang (1990)
- Cut de Luxe (1991)
- Sky Songs On The Spot (1994)

### Videoalben
- The Jubilee Concert (2000, DVD)
- Mamelodi (2006, DVD)
- Longbox 40 jaar C + B (2006, 2DVD, 1CD, 1 Fotobuch)

### Bibliografie
- De Missie von Harry Muskee (Cuby) door Jeroen Wielaert (2003, in niederländischer Sprache)
- Back Home Songteksten Harry Muskee 1965-2010 (2012)